# 草花

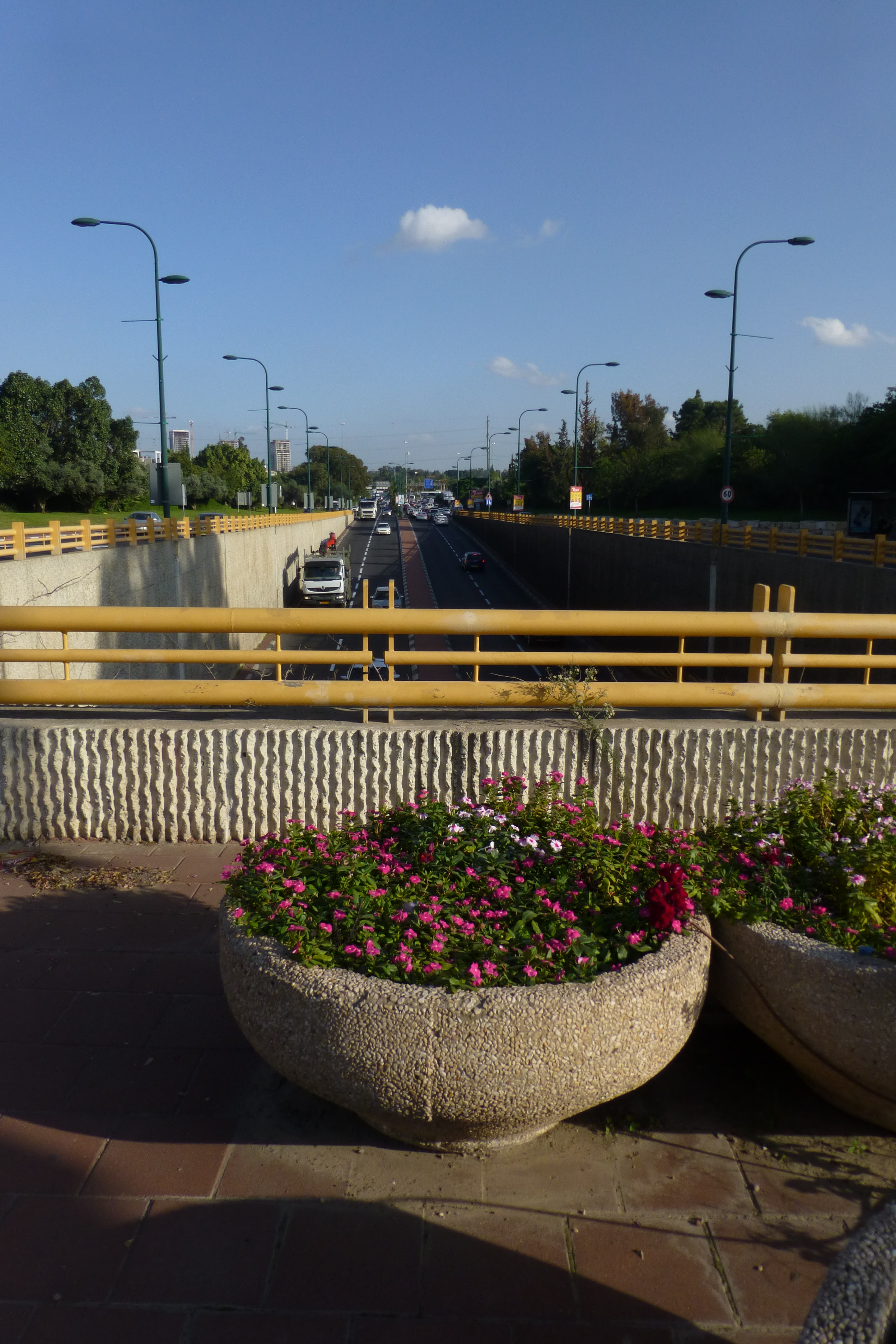
草花

草花（くさばな）とは、花を咲かせる草、花や葉・実などを観賞するために栽培される草本のこと。

## 名称
中世日本語を記述した日葡辞書では、草花（そうか）として記されている。また、類義語として花卉（かき）がある。